# 散痂虎耳草
散痂虎耳草（学名：Saxifraga diffusicallosa）为虎耳草科虎耳草属下的一个种。

## 扩展阅读
- 維基物種上的相關：散痂虎耳草